# Marek Jeziński
Marek Łukasz Jeziński – polski socjolog, profesor nauk humanistycznych.

## Życiorys
W 2000 r. obronił pracę doktorską, w 2005 r. habilitował się na podstawie pracy zatytułowanej Marketing polityczny a procesy akulturacyjne. Przypadek III Rzeczpospolitej. W 2012 r. uzyskał tytuł profesora nauk humanistycznych.
Został pracownikiem naukowym na Uniwersytecie Mikołaja Kopernika w Toruniu, w Powiślańskiej Szkole Wyższej, oraz w Kujawsko-Pomorskiej Szkole Wyższej w Bydgoszczy.
Jest członkiem Komitetu Nauk o Komunikacji Społecznej i Mediach PAN.